# Shallow Believer
Shallow Believer är en EP av gruppen The Used, som släpptes den 29 februari 2008. Den innehåller 10 låtar, som inte fick plats på albumet Lies for the Liars, men som gruppen ville ge ut ändå. EP:n går endast att köpa digitalt.

## Spellista
1. Dark Days - 3:47
2. Slit Your Own Throat - 3:04
3. Devil Beside You - 3:45
4. Into My Web - 3:37
5. My Pesticide - 3:05
6. Choke Me - 2:00
7. Sun Comes Up - 3:57
8. Sick Hearts - 3:27
9. The Back of Your Mouth - 3:19
10. Tunnel - 3:44